# Daniela Digrinová
Daniela Digrinová, född 19 oktober 2000, är en tjeckisk volleybollspelare (libero).
Digrinová spelar i Tjeckiens landslag och har deltagit med dem vid VM 2022, EM 2023, samt European Volleyball League 2019, 2021 och 2022. Tidigare har hon spelat med dess juniorlandslag, även om de inte kvalificerade sig för något större mästerskap under hennes juniortid.
På klubbnivå spelar hon för Tchalou Volley efter att tidigare ha spelat i VK KP Brno i hemlandet.